# Wieczorny Zamek

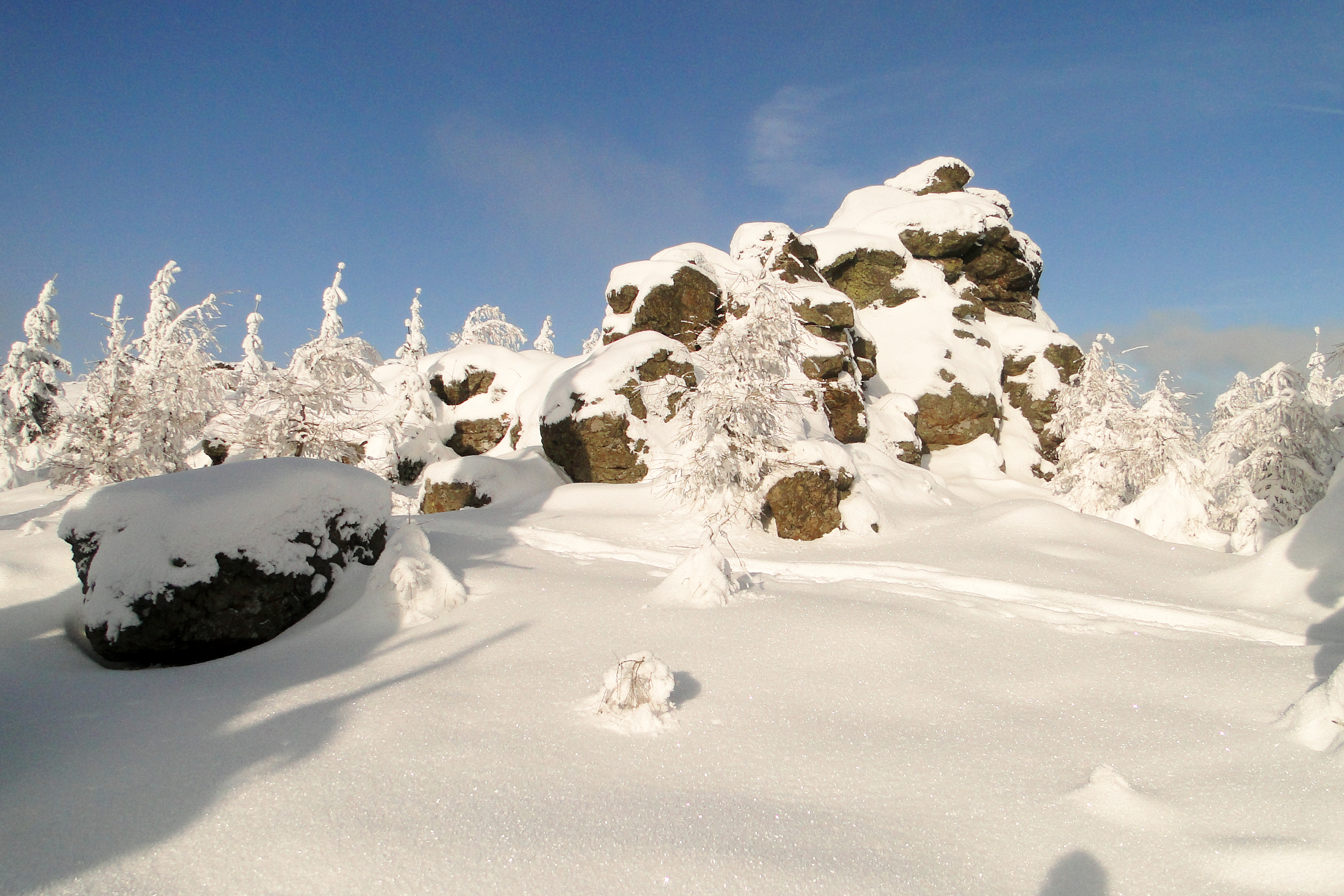
Wieczorny Zamek zimą (2010)

Wieczorny Zamek (niem. Abendburg Felsen) – zgrupowanie malowniczych skałek w południowo-zachodniej Polsce, w Sudetach Zachodnich, w Górach Izerskich, na Grzbiecie Wysokim, na wysokości 1047 m n.p.m., na szczycie wzniesienia Zwalisko.

## Położenie
Skałki położone są w Sudetach Zachodnich, w środkowo-wschodniej części Gór Izerskich, we wschodniej części Wysokiego Grzbietu, na wzniesieniu Zwalisko, między wzniesieniem Izerskie Garby po zachodniej stronie a Wysokim Kamieniem po wschodniej stronie, około 1,7 km na południowy wschód od Rozdroża Izerskiego. W pobliżu znajduje się kopalnia kwarcytu „Stanisław”.
Na wąskim grzbiecie wzniesienia Zwalisko, na przestrzeni kilkuset metrów, znajduje się kilka grup skalnych. Wieczorny Zamek to druga w kolejności od zachodu, po Skarbkach, grupa skał Zwaliska, którą tworzy grupa skalna zbudowana z warstwowych hornfelsów z soczewkowatymi żyłami kwarcu. Skałki ze względu na położenie w obrębie bloku karkonosko-izerskiego, w strefie kontaktu granitoidowego masywu karkonoskiego oraz metamorfiku izerskiego stanowią geologiczną ciekawostkę. Skały swą nazwę zawdzięczają sylwetce przypominającej zarysem ruiny zamczyska. Poniżej, na zboczu Zwaliska (na wys. ok. 940 m n.p.m.) znajduje się grupa skalna – Skalny Dom.

## Turystyka
Przez Wieczorny Zamek prowadzą szlaki turystyczne:
- czerwony – Główny Szlak Sudecki im. M. Orłowicza prowadzący z Rozdroża pod Kopą do Wodospadu Kamieńczyka (przez Szklarską Porębę Hutę)
- niebieski –  prowadzący z Izerskiej przez Rozdroże pod Cichą Równią do Szklarskiej Poręby Dolnej.
- zielony –  prowadzący z Przełęczy Szklarskiej przez Rozdroże pod Cichą Równią do Rozdroża Izerskiego.
- Ze skałek roztacza się dość ograniczona panorama na Góry Izerskie i Karkonosze. Na zachodzie, po stronie czeskiej, przy sprzyjającej pogodzie widoczny jest szczyt Izery.